# Can Vives (Castellfollit del Boix)
Can Vives és un mas al terme municipal de Castellfollit del Boix (el Bages). Es tracta d'una masia amb diferents dependències. L'edifici principal és de planta rectangular i teulada a dos vessants amb un cos annex a la façana lateral i un altre a la part posterior. Al davant de la façana principal hi ha un pati tancat. Les façanes posteriors són de pedra vista i s'estan restaurant. Hi ha diverses dates que permeten testimoniar algues intervencions constructives: A sobre del portal del femer hi ha una placa de pedra amb la següent inscripció "Francisco Bibas 1882". En una llinda de finestra de la paret lateral hi ha inscrita la data del 1693.